# دروازه طلایی (ولادیمیر)

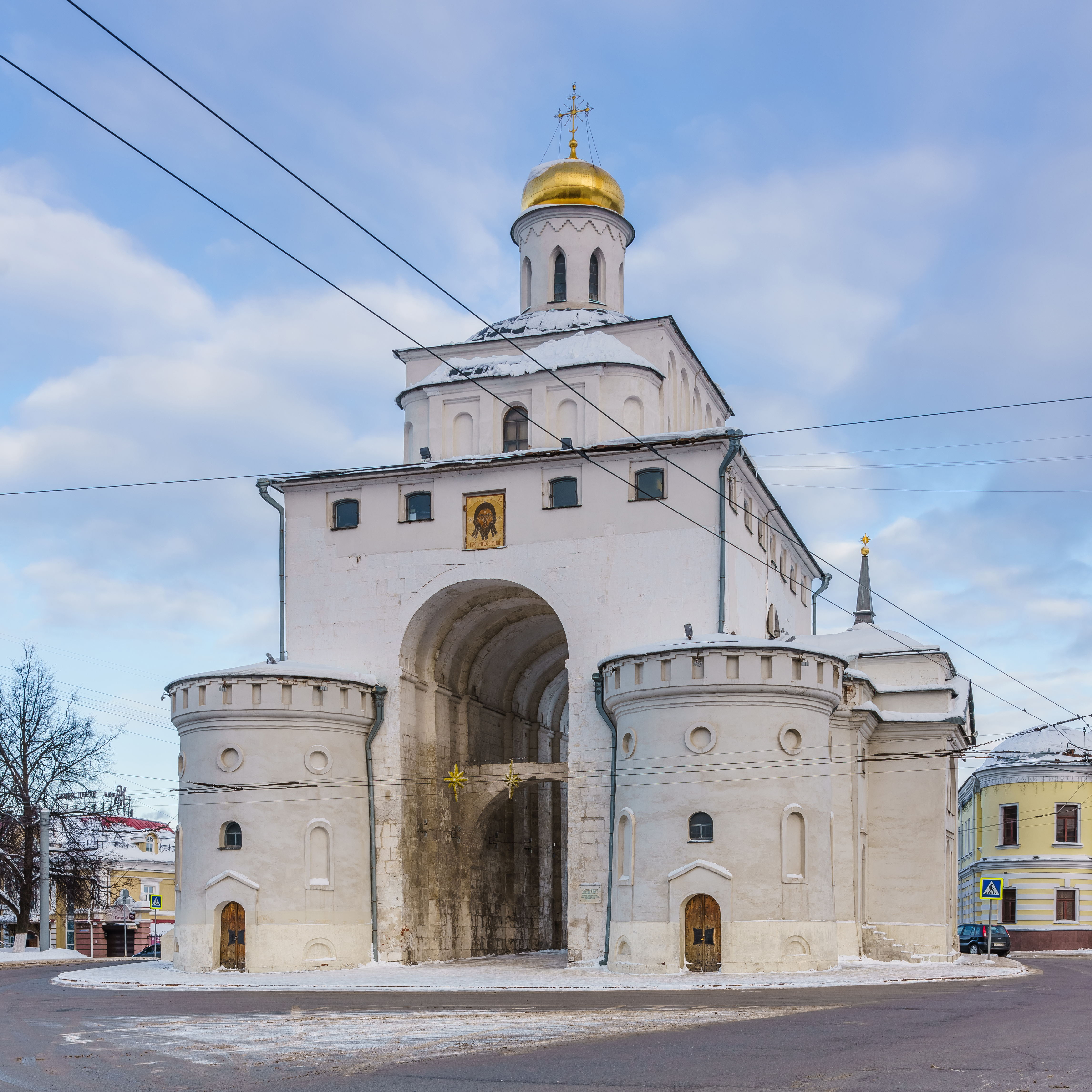
دروازه طلایی در ولادیمیر در سال ۱۱۶۴ ساخته شد و در سال ۱۷۹۵ به دلیل آتش‌سوزی که شهر را سوزاند بازسازی شد.

دروازه طلایی (روسی: Золотые ворота، آوانگاری: Zolotye Vorota)، که بین سال‌های ۱۱۵۸ تا ۱۱۶۴ ساخته شده است، تنها دروازه شهر باستانی روسی است که (هرچند به‌طور جزئی) حفظ شده است. موزه‌ای در داخل این دروازه به تاریخ حمله مغول به روس کی‌یف در قرن ۱۳ اختصاص دارد.
این دروازه از تخریب ولادیمیر توسط مغول‌ها در سال ۱۲۳۷ جان سالم به در برد. با این حال، تا اواخر قرن هجدهم، این سازه به قدری فرسوده شده بود که کاترین دوم از ترس فرو ریختن طاق، از عبور از آن خودداری کرد. در سال ۱۷۷۹، او دستور داد که اندازه‌گیری‌ها و نقشه‌های دقیقی از این بنا تهیه شود. در سال ۱۷۹۵، پس از بحث‌های فراوان، طاق‌ها و کلیسای باربیکان تخریب شدند.
این مکان در سال ۱۹۹۲ به‌عنوان یکی از میراث جهانی یونسکو به ثبت رسید.